# Dave Latter
David James Latter jr., detto Dave (Leslie, 5 gennaio 1922 – Leslie, 28 ottobre 2000), è stato un cestista statunitense, professionista nella NBL e nella PBLA.

## Carriera
Giocò per due stagioni nella NBL, disputando complessivamente 54 partite con 7,6 punti di media.